# 招差术
招差术是中国古代数学中的多項式插值。秦九韶称为“招法”，“招差”一词为元代数学家、历法家王恂首创。元代数学家朱世杰在《四元玉鉴》多次使用招差术。卷中《如像招数》第五问给出世界上最早的四次内插公式。

## 秦九韶招法
秦九韶在《数书九章》中多次使用二次插值法。
《数书九章》卷十三 《计造石坝》
术曰：以商工求之，以招法入之
《数书九章》卷三 《缀术推星》也使用自变数不等间二次内插法（招差）。。

## 郭守敬王恂招差术
郭守敬和王恂在《授时历》中大量使用三次内插法，他称为“招差”。王恂推广隋唐时代二次内插法（盈不足术）为三次内插法（招差术），用以计算太阳盈缩，太阴迟疾的差分，定差，平差，立差，并归纳出平立定三差计算公式。
視入歷盈者，在盈初縮末限已下，為初限，已上，反減半歲周，余為末限；縮者，在縮初盈末限已下，為初限，已上，反減半歲周，余為末限。其盈初縮末者，置立差三十一，以初末限乘之，加平差二萬四千六百，又以初末限乘之，用減定差五百一十三萬三千二百，余再以初末限乘之，滿億為度，不滿退除為分秒。縮初盈末者，置立差二十七，以初末限乘之，加平差二萬二千一百，又以初末限乘之，用減定差四百八十七萬六百，余再以初末限乘之，滿億為度，不滿退除為分秒，即所求盈縮差。
- 令 a 代表定差
- 令 b 代表平差
- 令 c 代表立差
- 令 k 代表初末限

盈缩差={\displaystyle ak-bk^{2}-ck^{3}}。

## 朱世杰招差术
朱世杰《四元玉鉴》多次使用招差术。卷中《如像招数》第五问给出世界上最早的四次内插公式：
今有官司依立方招兵，初招方面三尺，次招方面转多一尺，得数为兵，今招一十五方，每人日支钱二百五十文，问兵及支钱各几何。或问还原：依立方招兵，初招方面三尺，次招方面转多一尺，得数为兵。今招一十五日，每人日支钱二百五十文，问招兵及支钱几何？
答曰：兵二万三千四百人，钱二万三千四百六十二贯。
术曰求得上差二十七，二差三十七，三差二十四，下差六
求兵者，今招为上积，又今招减一为茭草底子积为二积，又今招减二为三角底子积，又今招减三为三角一积为下积。以各差乘各积，四位并之，即招兵数也。
先求出上差（一次差），二差（二次差），三差（三次差）和下差（四次差），然后求出答案，是四次插值法（招差术）的运用
| 日数 | 支錢累計數 | 每日支錢 | 招兵累计数 | 上差（每日招兵数） | 二差 | 三差 | 下差 |
| ---- | ---------- | -------- | ---------- | ------------------ | ---- | ---- | ---- |
| 1    | 6.75       | 6.75     | 27         | 27                 |      |      |      |
| 2    | 29.5       | 22.75    | 91         | 64                 | 37   |      |      |
| 3    | 83.5       | 54       | 216        | 125                | 61   | 24   |      |
| 4    | 191.5      | 108      | 432        | 216                | 91   | 30   | 6    |
| 5    | 385.25     | 193.75   | 775        | 343                | 127  | 36   | 6    |

招兵累计数=
{\displaystyle n*a+{\frac {1}{2*1}}*n*(n-1)*b+{\frac {1}{3*2*1}}*n*(n-1)*(n-2)*c}
{\displaystyle +{\frac {1}{4*3*2*1}}n*(n-1)*(n-2)*(n-3)*d}。
其中
- a=上差
- b=二差
- c=三差
- d=下差

## 梅文鼎
清代数学家梅文鼎著有《平立定三差详说》，详解《授时历》的平定立三差法。

### 引用
1. 1 2  孔国平 439-444
2. ↑  李俨 350-356
3. ↑  吴文俊 169 页
4. ↑  元史 卷54 志第6　曆三
5. ↑  李俨 369-370
6. ↑  朱世杰 113页>
7. ↑  李俨 《中国算法对内插法定应用》375-382
8. ↑  孔国平 440-441
9. ↑  李俨.钱宝琮383 385页